# 奈良県専修学校一覧
奈良県専修学校一覧（ならけんせんしゅうがっこういちらん）は、奈良県の専修学校の一覧。

## 公立専修学校
文部科学省Webサイト内「公立専修学校一覧」より

### 奈良市
- 奈良市立看護専門学校

### 大和高田市
- 大和高田市立看護専門学校

### 桜井市
- なら食と農の魅力創造国際大学校

### 吉野郡
- 南和広域医療企業団南奈良看護専門学校

## 私立専修学校

### 奈良市
- 大原和服専門学園
- 関西文化芸術学院
- 情報産業専門学校
- 辰巳ドレスメーカー専門学校
- 関西学研医療福祉学院

- 奈良きもの芸術専門学校
- 奈良高等学園
- 奈良高等専修学校
- 奈良コンピュータ専門学校
- 奈良歯科衛生士専門学校

- 奈良情報経理高等専修学校
- 奈良総合ビジネス専門学校
- 奈良教育福祉カレッジ
- 奈良文化専門学園
- 奈良保育学院

- 奈良理容美容専門学校
- 藤影きもの専門学校
- 藤影文化服飾専門学校
- 若羽調理専門学校
- ラソーンeビジネス専門学校

### 大和高田市
- アポロ学院ファッションビジネス専門学校
- 美芸学園高等専修学校

### 大和郡山市
- 田北看護専門学校

### 天理市
- 関西国際社会福祉専門学校
- 奈良調理製菓専門学校
- 奈良平成高等専修学校

### 橿原市
- 橿原美容専門学校
- 奈良県医師会看護専門学校
- 奈良県病院協会看護専門学校
- ひまわり服飾専門学校

### 桜井市
- 鈴蘭ファッションカルチャー専門学校

### 五條市
- 五条ドレスメーカー専門学校

### 生駒市
- 奈良リハビリテーション専門学校
- 阪奈中央看護専門学校

### 生駒郡
- ハートランドしぎさん看護専門学校
- 奈良看護大学校